# Сериков, Иван Павлович
Иван Павлович Се́риков (27 июля 1916, с. Новая Таволжанка, Курская губерния — 5 марта 1958, Уфа) — командир 1-го батальона 358-го стрелкового полка 136-й стрелковой дивизии 70-й армии 2-го Белорусского фронта, подполковник, Герой Советского Союза.

## Биография
Иван Павлович Сериков родился в селе Новая Таволжанка (ныне Шебекинского района Белгородской области) в семье рабочего.
Русский. Член ВКП(б)/КПСС с 1940 года. Окончил 7 классов школы.
Трудовую деятельность начал в 1932 году после окончания школы ФЗУ. Работал слесарем Ново-Таволжанского сахарного завода, старшим пионервожатым, секретарём комитета комсомола Ново-Таволжанской средней школы № 10.
В Красную Армию призван в мае 1939 года Шебекинским райвоенкоматом Белгородской области. На фронте Великой Отечественной войны с июня 1941 года. Участвовал в боях на Карельском, 1-м Украинском и 1-м Белорусском фронтах. В 1944 году окончил Уфимское пехотное училище.
Капитан И. П. Сериков отличился 25 марта 1945 года в боях на подступах к городу Данцигу (Гданьск, Польша).
После войны Иван Павлович проходил службу в Уфимском гарнизоне. С 1952 года подполковник И. П. Сериков — в запасе. Жил в городе Уфе. Скончался И. П. Сериков 5 марта 1958 года. Похоронен на Сергиевском кладбище Кировского района города Уфы.

## Подвиг
«Командир 1-го батальона 358-го стрелкового полка (136-я стрелковая дивизия, 70-я армия, 2-й Белорусский фронт) капитан Сериков И. П. на рассвете 25 марта 1945 года с батальоном прорвал оборону противника на подступах к городу Данцигу (Гданьск, Польша). Было захвачено в плен 200 гитлеровцев. Развивая наступление, батальон И. П. Серикова форсировал реку Висла, захватил плацдарм, отразил все попытки противника восстановить положение».
Указом Президиума Верховного Совета СССР от 29 июня 1945 года за умелое командование батальоном, образцовое выполнение боевых заданий командования и проявленные при этом геройство и мужество капитану Серикову Ивану Павловичу присвоено звание Героя Советского Союза с вручением ордена Ленина и медали «Золотая Звезда» (№ 2704).

## Награды
Награждён орденом Ленина, двумя орденами Красного Знамени, орденами Суворова 3-й степени, Отечественной войны 2-й степени, Красной Звезды, медалями «За боевые заслуги», «За победу над Германией в Великой Отечественной войне 1941—1945 гг.», «За освобождение Варшавы».